# Ochotona forresti
Ochotona forresti är en däggdjursart som beskrevs av Thomas 1923. Ochotona forresti ingår i släktet Ochotona och familjen pipharar. Internationella naturvårdsunionen kategoriserar arten globalt som livskraftig. Inga underarter finns listade.
Arten blir 15,5 till 18,5 cm lång (huvud och bål), har 2,7 till 3,0 cm långa bakfötter samt 1,8 till 2,3 cm stora öron och vikten är 110 till 148 g. Svansen är bara en liten stubbe. Nästan hela kroppen är under sommaren täckt av mörk rödbrun till svartbrun päls. Undantag är öronens baksidor som är ljusare kastanjebrun med vita kanter samt gråaktiga fläckar bakom öronen. Hos några exemplar är fläckarna förenade med varandra och bildar en gråaktig krage. Helt svarta exemplar (melanism) observerades flera gånger. Före vintern blir undersidan ljusare och ovansidan gråbrun. Ochotona forresti skiljer sig dessutom i avvikande detaljer av kraniet från andra pipharar.
Denna piphare lever i bergstrakten Gaoligong Shan i provinsen Yunnan i Kina samt i angränsande områden av Indien och Myanmar. Utbredningsområdet ligger 2600 till 4400 meter över havet. Regionen är glest täckt av barrväxter, hårdbladsväxter och buskar.
Troligtvis gräver Ochotona forresti underjordiska bon och det antas att den äter växtdelar.